# Exotela lonicerae
Exotela lonicerae är en stekelart som beskrevs av Griffiths 1967. Exotela lonicerae ingår i släktet Exotela och familjen bracksteklar. Inga underarter finns listade i Catalogue of Life.